# Illusion Hills
Illusion Hills är en kulle i Antarktis. Den ligger i Östantarktis. Nya Zeeland gör anspråk på området. Toppen på Illusion Hills är 2 459 meter över havet.
Terrängen runt Illusion Hills är platt norrut, men söderut är den kuperad. Trakten är obefolkad. Det finns inga samhällen i närheten.